# Symir Torrence
Symir Torrence (Saxtons River, 2 juni 2001) is een Amerikaans basketballer.

## Carrière
Torrence speelde collegebasketbal voor de Marquette Golden Eagles van 2019 tot 2021. In 2021 maakte hij de overstap naar de Syracuse Orange en speelde er twee seizoenen. Hij speelde nog een laatste seizoen voor de Binghamton Bearcats. In de NBA draft van 2024 werd hij niet gekozen. Hij tekende zijn eerste profcontract bij het Finse Bisons Loimaa. In maart 2025 tekende hij bij de Belgische eersteklasser Antwerp Giants.